# Mattinata
Mattinata – miejscowość i gmina we Włoszech, położona nad morzem Adriatyckim w regionie Apulia, w prowincji Foggia. W części położona w Parku Narodowym Gargano.

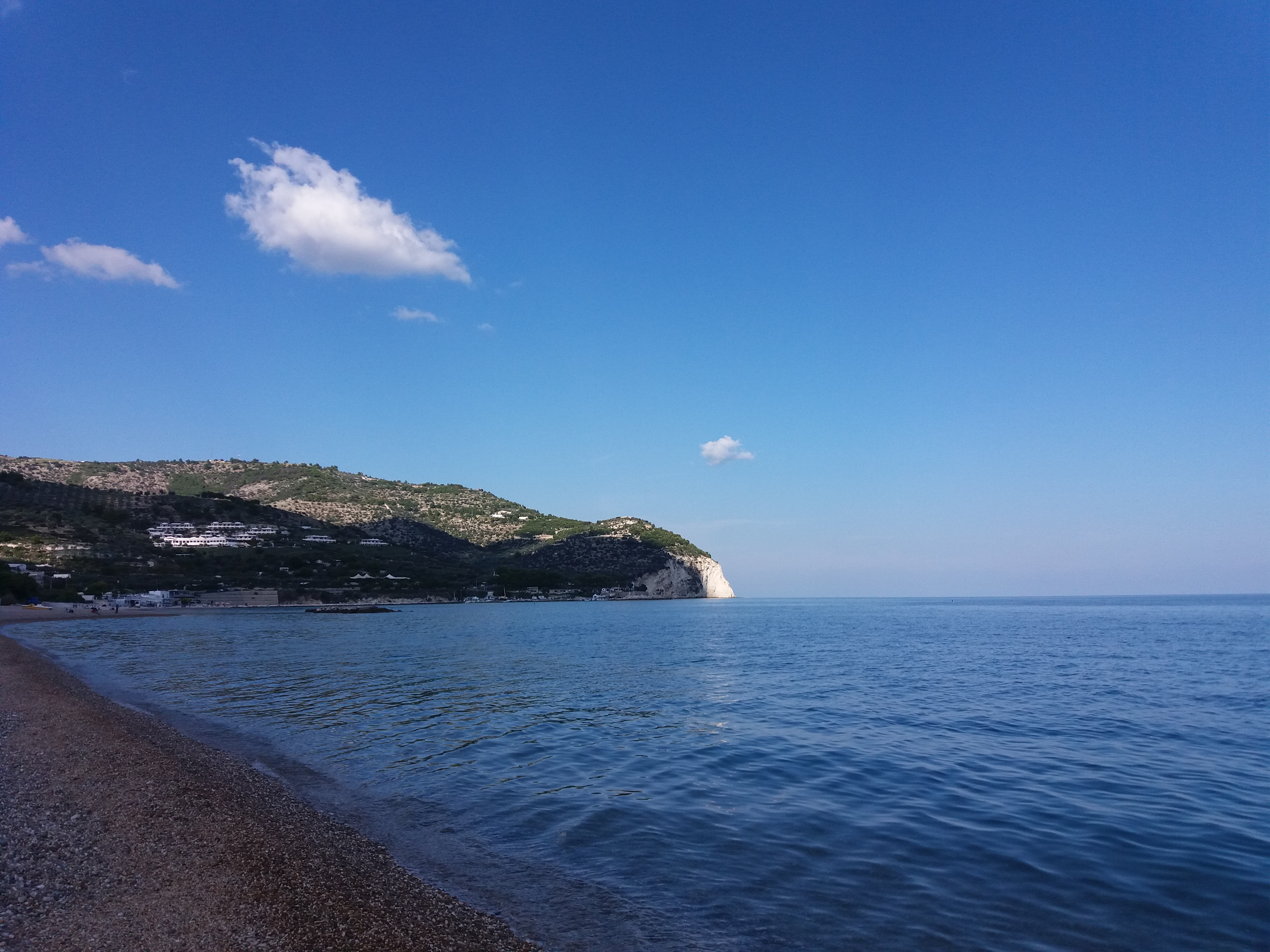
Plaża w Mattinata. Morze Adriatyckie.

Według danych na rok 2004 gminę zamieszkiwały 6324 osoby, 87,8 os./km².